# Eldorado (Wisconsin)
Eldorado è un comune degli Stati Uniti, situato in Wisconsin, nella Contea di Fond du Lac.